# محمد آقاجانی
محمد حاجی آقاجانی پزشک، رئیس سابق دانشگاه علوم پزشکی شهید بهشتی است.